# !Action Pact!
!Action Pact! — лондонская рок-группа, образовавшаяся в 1981 году и игравшая среднетемповый панк-рок, часто используя кросс-риффовые аранжировки, по образцу ранних Black Sabbath.

## История
Группу образовали в 1981 году гитарист Вайлд Плэнет (англ. Wild Planet, настоящее имя Дес Стэнли), басист Доктор Файбс (англ. Dr. Phibes) и ударник Джо Фунгус (англ. Joe Fungus), игравший до этого в Savage Upsurge. Вскоре первого вокалиста Джона (The John: экс-Dead Man's Shadow/The Bad Samaritans) заменила 15-летняя Жорж Чикс (англ. George Cheex): она все ещё посещала школу, когда в октябре 1981 года группа выпустила Heathrow Touchdown EP.
Две вещи из него («London Bouncers» и «All Purpose Action Footwear») тут же привлекли к себе внимание Джона Пила, который пригласил группу к себе в студию. В ходе концерта, который вышел в эфир 22 февраля 1982 года, были записаны «People», «Suicide Bag», «Mindless Aggression», «Losers» и «Cowslick Blues». Постоянное внимание Пила, несколько успешных концертов, первые позитивные отзывы в прессе привели к тому, что группой заинтересовался лейбл Fall Out Records (дочерний по отношению к Jungle); выпущенный в июле Suicide Bag EP поднялся до #6 в британском Indie Singles Chart.
Значительный резонанс в Британии имел дебютный альбом Mercury Theatre — On the Air!, который рецензент Rolling Stone охарактеризовал так:

Острополитические тексты Mercury Theatre нацелены на членов королевской семьи («Blue Blood»), жёлтую прессу («Currant Bun»), расизм и т. д. В «London Bouncers» звучит саксофон, что создаёт иллюзию сходства с X-Ray Spex; в остальном всё это — лишь благие намерения, для слуха невыносимые.— Айра Роббинс, Trouser Press
После того, как альбом поднялся до #5 в UK Indie charts, группу пригласил в студию диджей BBC Кид Дженсен. Здесь на ударных сыграл уже (отозвавшийся на объявление) Гримли Финдиш, а на бас-гитаре — Фил Лэнгхэм (известный также под псевдонимом Elvin Pelvin), продюсер и вокалист группы The Dark. Материал сессии, вкупе с новой версией сингла «London Bouncers», был выпущен в формате 12" EP.
Летом 1983 года Фила (который в группу вошёл лишь временно) заменил Тисслз (Thistles): с этого времени до самого распада группы в 1986 году состав не менялся. !Action Pact! продолжали эпизодически гастролировать и сыграли на Futurama Festival перед 5 тысячами зрителей вместе с New Model Army, The Smiths и Killing Joke. Осенью 1983 года вышел A Question Of Choice EP (центральной вещью которого считается «Suss Of The Swiss»), а год спустя — второй альбом Survival Of The Fattest, в котором всеобщее внимание привлёк трек «Johnny Fontaine» — сатирический выпад в адрес мафии вообще и Фрэнка Синатры в частности.
В 1985 году сингл «Yet Another Dole Q Song» вошёл в Indie Top 10, затем «Cocktail Credibility» удостоился в Melody Maker титула Single of the Week. К началу 1986 года группа подготовила материал для третьего альбома, но поняв, что лейбл не проявляет к ней прежнего интереса, решила прекратить своё существование.
Дес Стенли (в прошлом — Wild Planet) в настоящее время работает менеджером нью-метал-группы Purge, где его сын Марк Стенли играет на бас-гитаре.

## Дискография

### Альбомы
- Mercury Theatre — On the Air! (UK Fall Out, 1983)
- Survival of the Fattest (UK Fall Out, 1984)
- The Punk Singles Collection (Captain Oi!, 1995)

### Синглы/Миньоны
- «Heathrow Touchdown EP»
- «Suicide Bag»
- «People»
- «London Bouncers EP»
- «Question of Choice»
- «Yet Another Dole Queue Song EP»
- «Cocktail Credibility»